# Zábrdí
Zábrdí là một làng thuộc huyện Prachatice, vùng Jihočeský, Cộng hòa Séc.